# Hugh Chisholm
Hugh Chisholm, född 22 februari 1866 i London, död i samma stad 29 september 1924, var en brittisk tidningsman.

## Biografi
Chisholm tog examen från Oxfords universitet 1888 och blev 1892 biträdande redaktör för Saint James Gazette och redaktör 1897. Han anslöt sig 1900 till The Times som medredaktör för de nya tilläggsvolymerna för den tionde upplagan av Encyclopædia Britannica. Chisholm var chef för Londonkontoret från 1903 och var då, tillsammans med Franklin Hooper till stor del ansvarig för den auktoritativa elfte upplagan av Encyclopædia Britannica
Chisholm var redaktör för The Times från 1913 till 1920, då han beslöt sig för att återetablera sig som redaktör för den tolfte upplagan av Encyclopædia Britannica.
Som redaktör för The Times finansiella avdelning gjorde Chisholm en särskilt värdefull insats under krigsåren. 

## Familj
Chisholm gifte sig år 1893 med Eliza Beatrix Harrison, som var dotter till Henry Harrison från Nordirland. Tillsammans fick paret tre söner, varav en av de, Archibald Chisholm spelade en viktig roll i utvecklingen av oljeindustrin i Kuwait. Han var även redaktör för Financial Times under 1937-1940.